# بول دو شايو
كان بول بيلوني دو شايو (بالفرنسية: Paul Belloni Du Chaillu) (وُلد في يوم 31 يوليو من عام 1831 (ميلاده محل خلاف) – توفي في يوم 29 أبريل من عام 1903) رحالة فرنسيًا أمريكيًا، وعالم حيوان وأنثروبولوجيا. ذاع صيته في ثمانينيات القرن الماضي لكونه أول دخيل أوروبي يؤكد وجود الغوريلات، وشعب البيغمي الوسط أفريقي لاحقًا. بحث فيما بعد في عصر ما قبل التاريخ الاسكندنافي.

## نشأته ونسبه
هناك أنباء متضاربة حول عام ولادته ومكانها. اختلف تحديد العام فقيل إنه 1831 (وهو ما أجمع عليه الباحثون المعاصرون)، وقيل 1835، أو 1839؛ وُحدد التاريخ في يوم 31 من يوليو. تشير الروايات عادةً إما إلى باريس أو نيو أورلينز كمكان ولادته المرجح. يقتبس نعيٌ معاصر عبارة عن دو شايو يقول فيها: «الولايات المتحدة، بلادي بالتبني، وفرنسا، أرضي الأم». كُتب على شاهدة قبره أنه وُلد في لويزيانا، في عام 1839.
مع ذلك، تُعد مذكرات صديقه الشخصي إدوارد كلود مصدر المعلومات الأوثق. ذكر كلود مدينة نيويورك كموقع مزعوم آخر لكنه أكد على أن مسقط رأس دو شايو الحقيقي كان منطقة جزيرة إيل بوربون (تُدعى اليوم لا ريونيون) الفرنسية في المحيط الهندي. زعم أيضًا أن أمه كانت امرأةً مولاتو. في عام 1979، قدم المؤرخ هنري إتش. بوتشر دليلًا يدعم رأي كلود، ويتضمن سجلات تعود لوالد دو شايو. جادل بوتشر في أن دو شايو، باعتباره عضوًا في المجتمع العلمي الأوروبي، قد حاول التعتيم على تاريخ عائلته أو إخفاءه لأنه كان ليلصق به لقب كوادرون (شخص أحد أجداده الأربعة أفريقي). في جو العنصرية العلمية التي كانت سائدة في القرن التاسع عشر، غالبًا ما رُبط بين القردة العليا وأفارقة جنوب الصحراء باعتبارهم يتشاركون دماغًا صغير الحجم وعجزًا فطريًا عن التحضر. كانت مصداقية دو شايو كمستكشف وخبير غوريلات أفريقي لتتضرر نتيجة انحداره من سلف أسود. في الواقع، تشير تعليقات في رسالة كتبتها ترب دو شايو، عالمة الإثنيات الأفريقية ماري كينغزلي، إلى أن بعض العلماء الذين انتقصوا من قدر دو شايو على الأقل كانوا يعرفون أمر سلفه أو معلومات مخزية أخرى عنه.
في صباه، رافق والده، الذي كان تاجرًا فرنسيًا يعمل بصفة موظف لدى شركة باريسية، إلى الساحل الغربي لأفريقيا، حيث تلقى تعليمه على يد المبشرين في محطة على نهر الغابون، واهتم بالبلاد وتعلم عنها، عن تاريخها الطبيعي، وسكانها الأصليين ولغاتهم، ثم هاجر إلى الولايات المتحدة في عام 1852.

## أفريقيا

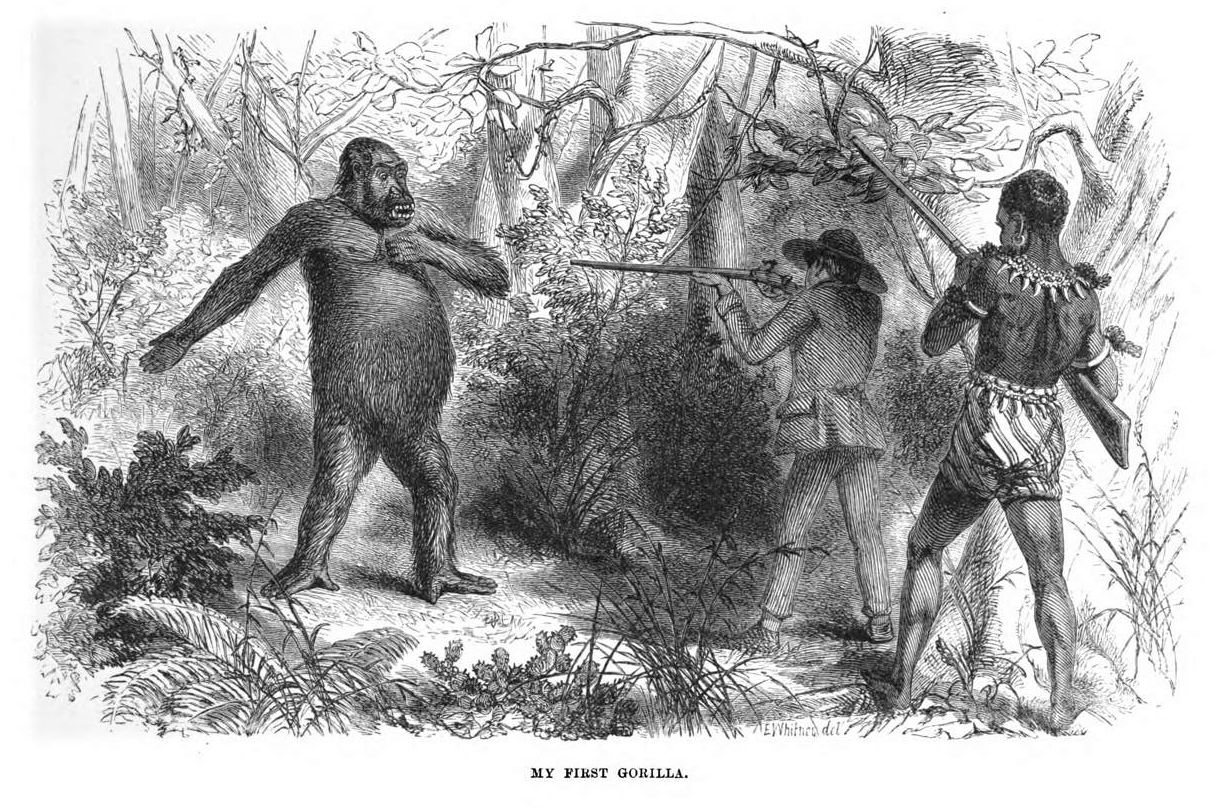
المستكشف الفرنسي بول دو شايلو في مواجهة قريبة مع الغوريلا

أُرسل في عام 1855 في بعثة إلى أكاديمية العلوم الطبيعية في فيلادلفيا. حتى العام 1859، استكشف مناطق غرب أفريقيا المجاورة لخط الاستواء، مكتسبًا معرفة هائلة بدلتا أوغويه ومصب نهر الغابون. خلال رحلاته بين عامي 1856 و1859، راقب الكثير من الغوريلات، التي لم يعرفها غير المحليون في القرون السابقة إلا من تقرير غامض وغير موثوق يُعزى إلى حانون القرطاجي في القرن الخامس ق.م ولم يعرفها العلماء في السنوات السابقة إلا من بضعة هياكل عظمية. جلب معه عينات ميتة وقدم نفسه على أنه أول شخص أوروبي أبيض رآها.

## وصلات خارجية
- مؤلفات بول دو شايو في مشروع غوتنبرغ
- أعمال أو نبذة عن Paul Belloni Du Chaillu على أرشيف الإنترنت